# Anapatara armata
Anapatara armata är en insektsart som först beskrevs av Van Stalle 1984.  Anapatara armata ingår i släktet Anapatara och familjen Derbidae. Inga underarter finns listade i Catalogue of Life.